# Ztracené stříbro
Ztracené stříbro (1989, The Silver Pigs) je historický detektivní román anglické spisovatelky Lindsey Davisové. Jde o první díl dvacetidílné knižní série, odehrávající se v antickém Římě za vlády císaře Vespasiana. Jejím hlavním hrdinou je soukromý informátor (vlastně soukromý detektiv) Marcus Didius Falco, který je také vypravěčem románu.

## Obsah románu
Román se odehrává roku 70 a Falco v něm řeší krádeže císařských ingotů z britských stříbrných dolů a spiknutí proti novému císaři Vespasianovi. Musí odjet do Británie, kde se seznámí s Helenou, rozvedenou dcerou senátora Decima Camilla Vera, a také zažije kruté podmínky při otrocké práci v dolech, kam byl spiklenci uvržen. Helena jej zachrání, Falco se vrací do Říma a podaří se mu případ vyřešit. Protože k viníkům a spiklencům patří i Vespasiánův syn Domitianus, nedojde k jejich potrestání. Ačkoliv se Falco s Helenou milují, je Helena pro Falcona jako plebejce nedosažitelná. Slibuje mu však, že počká, až bude povýšen do jezdeckého stavu, aby byl jejich vztah společensky přijatelný.

## Adaptace
- Age of Treason (1993, Věk zrady), česky uvedeno jako Gladiátoři, americký televizní film, režie Kevin Connor, v roli Falcona Bryan Brown.[2][3]
- Falco: The Silver Pigs (2004), rozhlasová hra, BBC World Radio 4, dramatizace Mary Cutlerová.[4]

## Česká vydání
- Ztracené stříbro (Praha: BB/art 2002), přeložila Alena Jindrová-Špilarová.
- Ztracené stříbro (Praha: BB/art 2004), přeložila Alena Jindrová-Špilarová.
- Ztracené stříbro, Bronzové stíny, Měděná Venuše (Praha: BB/art 2011), přeložila Alena Jindrová-Špilarová.
- Ztracené stříbro, Bronzové stíny, Měděná Venuše (Praha: BB/art 2012), přeložila Alena Jindrová-Špilarová.